# Lijst van voetbalinterlands Burkina Faso - Ethiopië
Deze lijst van voetbalinterlands is een overzicht van alle officiële voetbalwedstrijden tussen de nationale teams van Burkina Faso en Ethiopië. De Afrikaanse landen hebben tot op heden vijf keer tegen elkaar gespeeld. De eerste ontmoeting was een kwalificatiewedstrijd voor het Wereldkampioenschap voetbal 2002 op 9 april 2000 in Addis Abeba. Het laatste duel, een kwalificatiewedstrijd voor het Wereldkampioenschap voetbal 2026, werd gespeeld op 21 november 2023 in El Jadida (Marokko).

## Wedstrijden
| № | Plaats      | Datum            | Competitie           | Wedstrijd               | Uitslag |
| - | ----------- | ---------------- | -------------------- | ----------------------- | ------- |
| 1 | Addis Abeba | 9 april 2000     | WK 2002 kwalificatie | Ethiopië − Burkina Faso | 2 − 1   |
| 2 | Ouagadougou | 23 april 2000    | WK 2002 kwalificatie | Burkina Faso − Ethiopië | 3 − 0   |
| 3 | Nelspruit   | 25 januari 2013  | Afrika Cup 2013      | Burkina Faso − Ethiopië | 4 − 0   |
| 4 | Bafoussam   | 17 januari 2022  | Afrika Cup 2021      | Burkina Faso − Ethiopië | 1 − 1   |
| 5 | El Jadida   | 21 november 2023 | WK 2026 kwalificatie | Ethiopië − Burkina Faso | 0 − 3   |

## Samenvatting
| Competitie      | Totaal gespeeld | Winst Burkina Faso | Gelijk | Winst Ethiopië | Doelsaldo Burkina Faso – Ethiopië |
| --------------- | --------------- | ------------------ | ------ | -------------- | --------------------------------- |
| WK-kwalificatie | 3               | 2                  | 0      | 1              | 7 − 2                             |
| Afrika Cup      | 2               | 1                  | 1      | 0              | 5 − 1                             |
| Totaal          | 5               | 3                  | 1      | 1              | 12 − 3                            |

Wedstrijden bepaald door strafschoppen worden, in lijn met de FIFA, als een gelijkspel gerekend.
FBF · A-internationals · Olympisch elftal · Burkinees vrouwenelftal
1960 – 1969 · 
1970 – 1979 · 
1980 – 1989 · 
1990 – 1999 · 
2000 – 2009 · 
2010 – 2019 ·
2020 − 2029
Algerije ·
Angola ·
Bahrein ·
België ·
Benin ·
Botswana ·
Burundi ·
Centraal-Afrikaanse Republiek ·
Chili ·
Comoren ·
Congo-Brazzaville ·
Congo-Kinshasa ·
Djibouti ·
Egypte ·
Equatoriaal-Guinea ·
Ethiopië ·
Gabon ·
Gambia ·
Ghana ·
Guinee ·
Guinee-Bissau ·
Iran ·
Ivoorkust ·
Kaapverdië ·
Kameroen ·
Kazachstan ·
Kenia ·
Kosovo · 
Lesotho ·
Liberia ·
Libië ·
Madagaskar ·
Malawi ·
Mali ·
Marokko ·
Mauritanië ·
Mozambique ·
Namibië ·
Niger ·
Nigeria ·
Noord-Korea ·
Oeganda ·
Oezbekistan ·
Oman ·
Qatar ·
Senegal ·
Seychellen ·
Sierra Leone ·
Soedan ·
Swaziland ·
Tanzania ·
Togo ·
Tunesië ·
Zambia ·
Zimbabwe ·
Zuid-Afrika ·
Zuid-Korea ·
Zuid-Soedan
Nigeria (2013)
EFF · 
A-internationals · 
Ethiopisch vrouwenelftal · Olympisch elftal
1940 – 1949 · 
1950 – 1959 · 
1960 – 1969 · 
1970 – 1979 · 
1980 – 1989 · 
1990 – 1999 · 
2000 – 2009 · 
2010 – 2019 ·
2020 − 2029
Algerije ·
Angola ·
Benin ·
Botswana ·
Burkina Faso ·
Burundi ·
Centraal-Afrikaanse Republiek ·
Comoren ·
Congo-Brazzaville ·
Congo-Kinshasa ·
Djibouti ·
Egypte ·
Ghana ·
Griekenland ·
Guinee ·
Guinee-Bissau ·
Guyana ·
Israël ·
Ivoorkust ·
Jemen ·
Joegoslavië ·
Kaapverdië ·
Kameroen ·
Kenia ·
Lesotho ·
Liberia ·
Libië ·
Madagaskar ·
Malawi ·
Mali ·
Marokko ·
Mauritanië ·
Mauritius ·
Mozambique ·
Namibië ·
Niger ·
Nigeria ·
Oeganda ·
Rwanda ·
Sao Tomé en Principe ·
Senegal ·
Seychellen ·
Sierra Leone ·
Soedan ·
Somalië ·
Tanzania ·
Togo ·
Tsjaad ·
Tunesië ·
Turkije ·
Zambia ·
Zimbabwe ·
Zuid-Afrika ·
Zuid-Jemen ·
Zuid-Soedan